# Blue Weaver
Derek John "Blue" Weaver (Cardiff, Gal·les, 11 de març de 1947) és un músic britànic, teclista, compositor i productor musical. És conegut especialment per haver treballat amb els Bee Gees i haver format part de The Bee Gees Band.
Durant la seva carrera, també ha treballat amb Pet Shop Boys. Ha escrit algunes cançons com (Our Love) Don't Throw It All Away, juntament amb Barry Gibb, o cançons de Sunrise de Jimmy Ruffin, l'àlbum de 1980 amb Robin Gibb, i la banda sonora de la pel·lícula Times Square, també amb en Robin.